# Full Members Cup 1989-90
La Full Members Cup 1989/90 fue la quinta edición de la competición. Se disputó entre el 7 de noviembre de 1989 y el 25 de marzo de 1990. La final se celebró en el Wembley Stadium de Londres.

## Sección Norte

### Primera Ronda
| 7 de noviembre de 1989 | Leeds United | 1:0 | Blackburn Rovers | Elland Road, Leeds |  |

| 7 de noviembre de 1989 | Sheffield United | 1:0 | Wolverhampton Wanderers | Bramall Lane, Sheffield |  |

| 14 de noviembre de 1989 | Sunderland | 1:2 | Port Vale | Roker Park, Sunderland |  |

### Segunda Ronda
| 28 de noviembre de 1989 | Barnsley | 1:2 | Leeds United | Oakwell Stadium, Barnsley |  |

| 28 de noviembre de 1989 | Hull City | 1:2 | Aston Villa | Boothferry Park, Kingston upon Hull |  |

| 29 de noviembre de 1989 | Middlesbrough | 3:1 | Port Vale | Ayresome Park, Middlesbrough |  |

| 21 de noviembre de 1989 | Newcastle United | 2:0 | Oldham Athletic | St James' Park, Newcastle upon Tyne |  |

| 29 de noviembre de 1989 | Nottingham Forest | 3:2 | Manchester City | City Ground, Nottingham |  |

| 21 de noviembre de 1989 | Sheffield Wednesday | 3:2 | Sheffield United | Hillsborough Stadium, Sheffield |  |

| 28 de noviembre de 1989 | Stoke City | 2:1 | Bradford City | Victoria Ground, Stoke-on-Trent |  |

| 29 de noviembre de 1989 | West Bromwich Albion | 0:5 | Derby County | The Hawthorns, West Bromwich |  |

### Tercera Ronda
| 22 de diciembre de 1989 | Aston Villa | 2:1 | Nottingham Forest | Villa Park, Birmingham |  |

| 20 de diciembre de 1989 | Middlesbrough | 4:1 | Sheffield Wednesday | Ayresome Park, Middlesbrough |  |

| 20 de diciembre de 1989 | Newcastle United | 3:2 | Derby County | St Jame's Park, Newcastle upon Tyne |  |

| 19 de diciembre de 1989 | Stoke City | 2:2 (4 – 5 p.) | Leeds United | Victoria Ground, Stoke-on-Trent |  |

### Semifinales
| 17 de enero de 1990 | Aston Villa | 2:0 | Leeds United | Villa Park, Birmingham |  |

| 23 de enero de 1990 | Middlesbrough | 1:0 | Newcastle United | Ayresome Park, Middlesbrough |  |

### Final Norte
| 30 de enero de 1990 | Aston Villa | 1:2 | Middlesbrough | Villa Park, Birmingham |  |

| 6 de febrero de 1990 | Middlesbrough | 2:1 | Aston Villa | Ayresome Park, Middlesbrough |  |

## Sección Sur

### Primera Ronda
| 29 de noviembre de 1989 | Coventry City | 1:3 | Wimbledon | Highfield Road, Coventry |  |

| 8 de noviembre de 1989 | Oxford United | 2:3 | Luton Town | Manor Ground, Oxford |  |

### Segunda Ronda
| 28 de noviembre de 1989 | Bournemouth | 2:3 | Chelsea | Dean Court, Bournemouth |  |

| 14 de noviembre de 1989 | Charlton Athletic | 2:1 | Leicester City | Selhurst Park, Londres |  |

| 27 de noviembre de 1989 | Crystal Palace | 4:1 | Luton Town | Selhurst Park, Londres |  |

| 21 de noviembre de 1989 | Ipswich Town | 4:1 | Watford | Portman Road, Ipswich |  |

| 29 de noviembre de 1989 | Norwich City | 5:0 | Brighton & Hove Albion | Carrow Road, Norwich |  |

| 5 de diciembre de 1989 | Portsmouth | 0:1 | Wimbledon | Fratton Park, Portsmouth |  |

| 13 de diciembre de 1989 | Swindon Town | 2:1 | Millwall | County Ground, Swindon |  |

| 29 de noviembre de 1989 | West Ham United | 5:2 | Plymouth Argyle | Upton Park, Londres |  |

### Tercera Ronda
| 22 de diciembre de 1989 | Chelsea | 4:3 | West Ham United | Stamford Bridge, Londres |  |

| 19 de diciembre de 1989 | Crystal Palace | 2:0 | Charlton Athletic | Selhurst Park, Londres |  |

| 21 de diciembre de 1989 | Ipswich Town | 3:1 | Wimbledon | Portman Road, Ipswich |  |

| 24 de enero de 1990 | Swindon Town | 4:1 | Norwich City | County Ground, Swindon |  |

### Semifinales
| 13 de febrero de 1990 | Crystal Palace | 1:0 | Swindon Town | Selhurst Park, Londres |  |

| 23 de enero de 1990 | Ipswich Town | 2:0 | Chelsea | Portman Road, Ipswich |  |

### Final Sur
| 21 de febrero de 1990 | Crystal Palace | 0:2 | Chelsea | Selhurst Park, Londres |  |

| 12 de marzo de 1990 | Chelsea | 2:0 | Crystal Palace | Stamford Bridge, Londres |  |

## Final Nacional
| 1  | POR | Dave Beasant     |  |
| 2  | DEF | Gareth Hall      |  |
| 5  | DEF | Erland Johnsen   |  |
| 6  | DEF | Ken Monkou       |  |
| 3  | DEF | Tony Dorigo      |  |
| 4  | MED | John Bumstead    |  |
| 7  | MED | Kevin McAllister |  |
| 8  | MED | Peter Nicholas   |  |
| 9  | DEL | Kerry Dixon      |  |
| 10 | DEL | Gordon Durie     |  |
| 11 | DEL | Kevin Wilson     |  |
| DT | DT  | Bobby Campbell   |  |

| 1  | POR | Stephen Pears   |  |
| 2  | DEF | Gary Parkinson  |  |
| 4  | DEF | Alan Kernaghan  |  |
| 5  | DEF | Simon Coleman   |  |
| 3  | DEF | Colin Cooper    |  |
| 6  | DEF | Owen McGee      |  |
| 7  | MED | Bernie Slaven   |  |
| 8  | MED | Mark Proctor    |  |
| 9  | MED | Stuart Ripley   |  |
| 10 | MED | Mark Brennan    |  |
| 11 | DEL | Peter Davenport |  |
| DT | DT  | Colin Todd      |  |

|  | 24' | Tony Dorigo | 1-0 |

| Árbitro | Roger Milford |

| 1  | POR | Dave Beasant     |  |
| 2  | DEF | Gareth Hall      |  |
| 5  | DEF | Erland Johnsen   |  |
| 6  | DEF | Ken Monkou       |  |
| 3  | DEF | Tony Dorigo      |  |
| 4  | MED | John Bumstead    |  |
| 7  | MED | Kevin McAllister |  |
| 8  | MED | Peter Nicholas   |  |
| 9  | DEL | Kerry Dixon      |  |
| 10 | DEL | Gordon Durie     |  |
| 11 | DEL | Kevin Wilson     |  |
| DT | DT  | Bobby Campbell   |  |

| 1  | POR | Stephen Pears   |  |
| 2  | DEF | Gary Parkinson  |  |
| 4  | DEF | Alan Kernaghan  |  |
| 5  | DEF | Simon Coleman   |  |
| 3  | DEF | Colin Cooper    |  |
| 6  | DEF | Owen McGee      |  |
| 7  | MED | Bernie Slaven   |  |
| 8  | MED | Mark Proctor    |  |
| 9  | MED | Stuart Ripley   |  |
| 10 | MED | Mark Brennan    |  |
| 11 | DEL | Peter Davenport |  |
| DT | DT  | Colin Todd      |  |

|  | 24' | Tony Dorigo | 1-0 |

| Árbitro | Roger Milford |

| Bandera de Inglaterra            |
| Campeón Chelsea F. C. 2.o título |